# Freesia alba
Freesia blanc
Espèce
Classification phylogénétique
Freesia alba, le Freesia blanc, est une espèce de plantes monocotylédones à bulbe de la famille des Iridaceae. Elle est originaire d'Afrique du Sud et cultivée pour ses fleurs très odorantes, aux couleurs blanches.

## Systématique
Le nom correct complet (avec auteur) de ce taxon est Freesia alba (G.L.Mey.) Gumbl., 1896.
Ce taxon porte en français le nom vernaculaire ou normalisé suivant : Freesia blanc.
Freesia alba a pour synonyme :
- Freesia alba hort.